# Evaniella tomentella
Evaniella tomentella är en stekelart som först beskrevs av Jean-Jacques Kieffer 1904.  Evaniella tomentella ingår i släktet Evaniella och familjen hungersteklar. Inga underarter finns listade i Catalogue of Life.